# 清水澄子 (政治家)
清水 澄子（しみず すみこ、1928年3月1日 - 2013年1月14日）は、日本の政治家。位階は従四位。
元参議院議員（2期）。日本社会党を経て社会民主党に所属した。「日朝国交正常化を求める連絡会」共同代表。

## 略歴
- 福井県出身。
- 1944年に丸岡町立丸岡高等女学校卒業。同年高槻高等女子医専に進学するも、在学中に空襲にあい福井県に引き揚げる。
- 1951年、福井県労働組合評議会に勤務。
- 1956年、福井県働く婦人の会を結成。
- 1962年4月14日、日本婦人会議（現・I女性会議）が発足。清水も参加し、日本婦人会議福井県事務局長に就任。
- 1965年、日本社会党参議院議員田中寿美子の秘書となる。
- 1967年、日本婦人会議事務局長を経て、日本婦人会議議長に就任。日本婦人会議常任顧問。
- 埼玉県さいたま市[2]に在住し、日本社会党埼玉県連合・社会民主党埼玉県連合所属。
- 1989年の第15回参議院議員通常選挙に日本社会党の比例代表候補として立候補し初当選。
- 日朝友好議員連盟に所属。
- 1994年、社会党女性・市民局長。
- 1995年、第4回世界女性会議（北京）参加。この会議を契機に同年11月に発足したNGO「北京JAC」の世話人となる。
- 1995年の第17回参議院議員通常選挙社会党比例代表で再選。
- 1996年、社会民主党発足に伴い副党首に就任。
- 2001年の第19回参議院議員通常選挙において落選し、政界を引退。
- 引退後はI女性会議の常任顧問となる。
- 2013年1月14日、肺がんのため死去[3]。84歳没。歿日づけで従四位。

## 活動

### 選択的夫婦別姓制度・男女共同参画
選択的夫婦別姓制度導入に賛成している。「人にはそれぞれ固有の姓があります。基本的人権です。ところが、結婚と同時に法律で夫婦の姓を一つにすることを強制し、別姓を選んだ場合は、法律上の結婚とは認めず、法定相続人にはなれない。子どもには「婚外子」という制裁まで加えています。この不条理を、政府はいつまで女性に受忍しろというのでしょうか。夫婦別姓と婚外子差別の問題は、憲法制定に伴う1946年の民法改正以来の宿題」である、と述べている。
2006年5月、清水らが開催した「06権利とくらし平和のための女性集会」で清水は「軍事化とジェンダー」と題して講演、「東京都（石原慎太郎知事）や埼玉県（上田清司知事）において男女共同参画が執ような攻撃に晒されている」と述べた。

### 従軍慰安婦関連
1990年12月18日の参議院外務委員会において、いわゆる「従軍慰安婦」について女子挺身隊として「強制連行」があったのではないかという趣旨の質問をした。これに対し厚生省担当者は明確な答弁をしなかった。慰安婦の強制駆り出しの実態について吉田清治を1992年3月21日の予算委員会の参考人として要請し、「それが実現しなかったことは非常に残念です。」と述べた。
2012年、コリア国際研究所所長 朴斗鎮は、1987年8月の原水爆禁止世界大会、で秘密会談が行われ、北朝鮮工作機関と社会党婦人会議（清水澄子）、挺対協の前身と３者の連帯の密約が確認された。日韓の左翼と北朝鮮の連携の「アジアの平和と女性の役割のシンポジウム」を画策、1990年9月金丸訪朝団、1991年1月平壌で日朝国交正常化予備会談、日本の賠償金１兆円と日韓分断戦略として慰安婦問題に金日成は目を付けた、1990年11月挺対協結成、1991年5月から密約実行、南北合意し挺対協、北朝鮮工作機関と社会党婦人会議（清水澄子）共闘に合意、三木元首相夫人の助けを得る（海部が首相のため）、北朝鮮工作員にビザが容易に降りた、KCIAが出てきても、社会党では対応できないが、海部首相なら処理できた、三木元首相夫人が発起人になり自宅で秘密会合、1992年９月に平壌で第３回アジアの平和と女性の役割のシンポジウムで金日成主席と会談して、ここから従軍慰安婦の日韓分断工作と賠償金１兆円工作が本格的に動き出したと述べている。

### 北朝鮮問題関連の活動

#### 北朝鮮との国交・朝鮮学校無償要求
「日朝国交正常化を求める連絡会」共同代表であり、北朝鮮と日本が国交を結ぶことと朝鮮学校を無償化することを要求もしている。
2001年1月には、日本労働党の機関紙「労働新聞」のインタビューに対し「謝罪と補償にもとづく、朝鮮民主主義人民共和国との国交正常化がもっとも緊急の政治課題」「日本は過去の問題があるにもかかわらず、これを急ごうとしていない。常に、『ミサイル』とか『李恩恵』、今度は『拉致疑惑』など、自分自身の過去の清算が第一の課題なのに、他の問題を同列にもちこんでいる。これは、やはり、朝鮮民族に対する決定的な差別意識があるからだろう」と答えた。同月、政府に対し北朝鮮による日本人拉致問題に関する質問主意書を提出し、政府から「御指摘の失踪者については、捜査当局において、御指摘の元北朝鮮工作員に対する事情聴取を含め、それまでの捜査の結果を総合的かつ慎重に検討した結果、北朝鮮により拉致された疑いがあると判断するに至ったものと承知している」「李恩恵と称する人物については、捜査当局において、その特徴に酷似する埼玉県出身の日本人女性を抽出するに至ったため、同人の生年月日を含め、親族からの事情聴取等を行い、その捜査の結果を総合的かつ慎重に検討した結果、当該日本人女性と同一である可能性が極めて高いと判断するに至ったものと承知している」との回答を引き出した。
2009年12月1日、外務省を訪問し、北朝鮮への人道支援を再開すること、在日朝鮮人に対する「法の厳格適用」という名のハラスメントを中止し、彼らの人権保障に向けた措置を講じることなどを要請した。
2011年9月29日にも朝鮮女性と連帯する日本婦人連絡会代表として関連諸団体関係者とともに外務省を訪れ、野田佳彦首相・玄葉光一郎外相に宛てて「朝・日国交正常化の早期実現を求める要望書」を提出。同要望書は、「日朝国交正常化交渉を早期に再開し、日朝間の問題は日本の植民地支配という過去の清算から進め、2012年秋までには国交正常化すること、北朝鮮に対する制裁措置を直ちに解除すること、万景峰号の日本入港禁止を直ちに解除すること、朝鮮学校への補助金停止と高校授業料無償化措置の不履行により民族教育権が侵害され差別されている」として早期の北朝鮮との国交を要求している。

### 政界引退後の活動
落選後も拉致問題の「終結」や日朝国交正常化推進、北朝鮮人権法反対、朝鮮人遺骨返還問題解決などを訴えた。また議員在職中以来「女性国際戦犯法廷」に加わっており、「従軍慰安婦」問題や日本の「戦争責任」追及、更に護憲、人権、アジアにネットワークをつくると称するフェミニズム・ジェンダー・フリー関連の市民運動やNGOに参加した。
2010年には、「韓国併合100年 日本と朝鮮半島の今を問い日朝国交正常化の実現を！女性集会」の実行委員長に就任。和田春樹、内海愛子らを含む、200人の参加者を集めた。

#### 晩年の役職
- 朝鮮女性と連帯する日本婦人連絡会代表
- I女性会議常任顧問
- フォーラム平和・人権・環境副代表
- 北京JAC世話人
- 金日成主席生誕100周年記念日本準備委員会 委員長

## 著書
- 『手さぐりの女性解放』
- 『男女平等』（共著）
- 『医療110番』（共著）
- 『女性がつくる21世紀　私たちの北京「行動綱領」』（清水澄子・北沢洋子共著） 1996年2月　女性政策研究所／出版 ユック舎／発売 ISBN 4-8431-0061-7